# Свети Севастијан
Свети Себастијан (умро 287) је био хришћански светац и мученик, убијен приликом Диоклецијановог прогона хришћана у 3. веку.

## Живот
Севастијан се родио у Италији. Школовао се у граду Милану. Као младић посветио се војничкој служби. Пошто је био учен и цар Диоклецијан га је заволео и поставио за начелника своје дворске гарде. Севастијана су, као праведног и милостивог, његови војници којима је командовао заволели. За време службовања је спасавао хришћане од прогона, а где то није могао храбрио их је да пострадају за Исуса Христа. Тако је два брата Марка и Маркелина, који су били у тамници због вере у Исуса Христа и хтели да се одрекну вере у Христа и поклоне идолима, Севастијан утврдио у вери и охрабрио за мучеништво.

## Чудотворац
У хришћанској традицији се помиње да је Севастијан био чудотворац. Међу његова најзначајнија чуда убрајају се:
- исцељење Зое, жене тамничара Никострата која је била нема шест година (тада је крстио целу Никостратову породицу);
- исцељење два болесна сина војводе Клаудија;
- исцељење Транквилина, оца Маркова и Маркелинова;
- исцељење епарха римског Хроматија (потом је крстио и његовог сина Тивуртија).

Све ове људе које је исцелио потом је и крстио (многе и са целим породицама). Од њих због вере у Исуса Христа прво је убијена Зоа, потом су убили Тивуртија, потом је Никострат убијен мотком, Транквилијан потопљен у воду и на крају Марко и Маркелин мучени и копљима избодени.

## Мучење и смрт
После овога Севастијан је изведен пред цара Диоклецијана. Када га је цар оптужио за издајство, он је рекао: 
Ја се свагда молим Христу моме за здравље твоје и за мир царства Римског.
 Тада је Диоклецијан наредио да га скину голог и стрељају стрелама. Војници су одапињали стреле док цело тело мучениково није било покривено стрелама. У хришћанској традицији помиње се да се тада, када су сви мислили да је мртав, он јавио жив и потпуно здрав. Тада су га многобошци моткама убили. Свети мученик Севастијан је убијен због вере у Исуса Христа, 287. године, за време владавине цара Диоклецијана.
На иконама Свети Севастијан се веома често представља везан за стуб и избоден стрелама. Такође, уз њега се често сликају распеће, копље, мач, штит и оклоп испод ногу.

## Заштитник
Свети мученик Севастијан се сматра заштитником: заражених од куге, ратних инвалида, каменорезаца, стрелаца, ловаца, баштована, ватрогасаца, полицајаца и војника. Као и Светог великомученика Ђорђа, војници су и Светог Севастијана веома често узимали за заштитника. Као заштитник војника почео је да се јавља у 4. веку, да би његов култ кулминирао у средњем веку (14. и 15. век) како код православаца тако и код римокатолика.
Свети Севастијан је заједно са Светим Ђорђем заштитник градова Корми, на Малти (Qormi), и Казарета, Италија. Овај светитељ је такође заштитник града Палма де Мајорка (Шпанија). Такође он је званичан заштитник града Рио де Жанеиро.
Свети мученик Севастијан се у православљу слави 18. децембра по јулијанском а 31. децембра по грегоријанском календару. У римокатоличкој цркви слави се 20. јануара.